# Adolfo Battaglia
Adolfo Battaglia (Viterbo, 10 febbraio 1930) è un politico e giornalista italiano, esponente del Partito Repubblicano Italiano.

## Biografia
Adolfo Battaglia nasce in una famiglia legata al mondo del diritto e dell'avvocatura fin dal XVIII secolo, ha vissuto a Roma, si è laureato in Giurisprudenza nel 1953, ed è stato iscritto all'Albo dei giornalisti professionisti dal 1958. Coniugato con Anna Maria Fontana nel 1954, ha due figli ed una figlia.
- Editorialista de “Il Mondo” di Mario Pannunzio, 1954-'63, columnist del settimanale “Panorama”
di Lamberto Sechi, 1969-‘70. Capo-redattore dell'Annuario Politico Italiano, edito da Comunità
1960-‘62. Direttore del quotidiano del Pri “La Voce Repubblicana” 1967-‘72. Collaboratore di vari
quotidiani, fra cui “La Stampa”, “Corriere della Sera”, Il Giorno”, “Il Messaggero”, “Europa”.
- Dal 1965, nel Pri, componente della Direzione nazionale, poi vice segretario politico di Ugo La
Malfa, 1970-'75. Deputato per il Partito Repubblicano per sei Legislature, 1972-‘94, Presidente
della Commissione Finanze e Tesoro 1980-81 e Presidente del Gruppo parlamentare del PRI
1981-‘87. Membro della Commissione Bozzi per le riforme istituzionali e della Commissione
Anselmi d'inchiesta sulla P-2. Uscito dal Pri nel ‘94 con la corrente di sinistra poi confluita nel
Partito Democratico della Sinistra, di cui è stato membro della Direzione Nazionale, si è poi ritirato
dall'attività politica.
- Due volte Sottosegretario agli Esteri, responsabile per gli Affari europei (1974-'76, e 1979).
Tre volte Ministro dell'industria, del commercio e dell'artigianato, dal 1987 al 1991, nei Governi Goria, De Mita e Andreotti.
Ha coordinato con Roberto Valcamonici lo studio di una nuova politica industriale, (“Verso la competizione globale”, Laterza, 1990). Ha fatto approvare numerose leggi, fra le quali la legge sulla concorrenza e l'istituzione dell'Autorità Antitrust; la legge di ampliamento del controllo sulle compagnie assicuratrici; il Piano energetico nazionale e le due prime leggi di attuazione; la legge per l'innovazione nella Piccola e Media Impresa; il primo provvedimento di liberalizzazione del commercio; il provvedimento per l'introduzione della benzina verde; la legge per la chiusura delle miniere di amianto. Nel quarto ministero Andreotti, Ministro delle Partecipazioni Statali, 1991, si è dimesso prima del giuramento per il ritiro del Pri dalla maggioranza parlamentare e dal Governo.
- Per molti anni membro dei Direttivi nazionali di Italia Nostra, dell'Istituto Affari Internazionali, dell'Ipalmo (Istituto per l'Africa, l'America Latina) e dell'Associazione di Amicizia Italia-Israele. Commissario straordinario e poi vicepresidente del Palazzo delle Esposizioni e delle Scuderie del Quirinale, 2001-2006.
Autore di saggi politici in numerose riviste di cultura, in particolare “L'Acropoli” di Giuseppe Galasso e la "Nuova Antologia" di C. Ceccuti; ha pubblicato i seguenti volumi: “La politica dei partiti e la politica di governo” (Laterza 1978); “Il principe desiderato, un partito per la società di fine secolo” (Edizioni della Voce 1987), “Verso la competizione globale, una politica industriale verso il duemila” (Laterza 1990); “La sinistra dei nuovi tempi” (prefazione di Giuliano Amato, Marsilio, 1997); “Fra crisi e trasformazione, il partito politico nell'età globale” (prefazione di Anthony Giddens, Editori Riuniti, 2000); “Elogio dell'Azionismo (e del riformismo democratico)”, Edizioni del Clitunno
2004; “Aspettando l'Europa” (prefazione di Romano Prodi, Carocci, 2007); "Né un soldo né un voto. Memori e riflessioni dell'Italia laica" (prefazione di Stefano Folli, Il Mulino, 2015); "L'età post-atlantica" (Castelvecchi, 2017).

## Incarichi di Governo
- sottosegretario al Ministero degli Affari Esteri nei governi Moro IV e Andreotti V
- Ministro dell'industria, del commercio e dell'artigianato nei governi Goria; De Mita e Andreotti VI